# Gmina związkowa Herdorf-Daaden
Gmina związkowa Herdorf-Daaden (niem. Verbandsgemeinde Herdorf-Daaden) – gmina związkowa w Niemczech, w kraju związkowym Nadrenia-Palatynat, w powiecie Altenkirchen. Siedziba gminy związkowej znajduje się w miejscowości Daaden.
Powstała 1 lipca 2014 z połączenia miasta Herdorf z gminą związkową Daaden.

## Podział administracyjny
Gmina związkowa zrzesza dziesięć gmin, w tym jedną gminę miejską (Stadt) i dziewięć gmin wiejskich (Gemeinde):
1. Daaden
2. Derschen
3. Emmerzhausen
4. Friedewald
5. Herdorf, miasto
6. Mauden
7. Niederdreisbach
8. Nisterberg
9. Schutzbach
10. Weitefeld.